# Hermann Sándor
Hermann Sándor (Tata, 1959. április 3. –) labdarúgó, középpályás.

## Pályafutása
Tatabányai nevelés. 1978-ban az Oroszlányi Bányászhoz igazolt, ahonnan 1979 nyarán visszakerült Tatabányára. A Tatabányai Bányász csapatában mutatkozott az élvonalban 1979. szeptember 5-én a Ferencváros ellen, ahol 2–1-re kikapott a csapata. 1979 és 1986 között 187 bajnoki mérkőzésen szerepelt tatabányai színekben és 22 gólt ért el. Egy-egy alkalommal bajnoki ezüst- illetve bronzérmet szerzett a csapattal.
Az 1986–87-es idényben a Vasas együttesében játszott, de csak négy bajnoki mérkőzésen jutott szóhoz. 1987 és 1989 között Váci Izzóban szerepelt. Utolsó élvonalbeli mérkőzésen korábbi klubjától, a Tatabányai Bányásztól 3–1-re kapott ki csapata. 1989 nyarán az NB II-es Doroghoz igazolt, ahol egy teljes szezont végigjátszott. Az 1989-1990-es évad tavaszi szezonja során kiszorult a kezdőcsapatból.

## Sikerei, díjai
- Magyar bajnokság
  - 2.: 1980–81
  - 3.: 1981–82
- Magyar kupa (MNK)
  - döntős: 1985